# معهد التخطيط القومي (مصر)
معهد التخطيط القومي هو بيت خبرة  مصري وطني، ومركز فكر، وأحد المؤسسات الرائدة في مجال التخطيط والتنمية في مصر، والوطن العربي. تأسس المعهد عام 1960 كمؤسســة عامة لها شــخصية اعتبارية لتعزيز نهج وفكر التخطيط العلمي في مصر، والنهوض بالبحوث والدراسات المتعلقة بإعداد الخطط التنموية الشاملة للدولة ووسائل تنفيذها، ودراسة الأسس والأساليب العلمية للتخطيط والتنمية، وذلك بهدف تزويد القائمين بالعملية التخطيطية على كافة المستويات ومتخذي القرار وصانعي السياسات بالرؤى والبدائل الاستراتيجية، ونشر الوعي والمعرفة بقضايا التخطيط والتنمية وأسسها العلمية والتطبيقية. يتميز معهد التخطيط القومي  بوجود فرق بحثية وعلمية متخصصة تضم نخبة من الأكاديميين والخبراء في مختلف التخصصات، والمجالات الاقتصادية والاجتماعية، مما يجعله شريكًا رئيسيًا في تحقيق التنمية المستدامة من خلال إعداد البحوث والتقارير التي تساهم في صياغة خطط التنمية الوطنية، وبناء القدرات بأنواعها من خلال التدريب الاحترافي، وتقديم الاستشارات في المجالات المختلفة للجهات الحكومية والخاصة، وتقديم برامج الدراسات العليا الأكاديمية و المهنية لتأهيل كوادر وطنية تساهم في تحقيق أهداف التنمية المستدامة، بالإضافة إلى تبني برامج تفاعلية لخدمة المجتمع تدعم المسؤولية الاجتماعية للمعهد. كما يسعى المعهد إلى تعزيز الشراكات وتوسيع مجالات التعاون المثمر مع المنظمات ومراكز الفكر والمعاهد البحثية المعنية بقضايا التخطيط والتنمية والاستدامة على المستويات المحلية والإقليمية والدولية. بما يساهم في تحقيق أهداف التنمية الشاملة.

## المراكز التابعة
- مركز الأساليب التخطيطية.
- مركز التخطيط الاجتماعي والثقافي.
- مركز التخطيط والتنمية البيئية.
- مركز التخطيط والتنمية الزراعية.
- مركز التخطيط والتنمية الصناعية.
- مركز التنمية الإقليمية.
- مركز السياسات الاقتصادية الكلية.
- مركز العلاقات الاقتصادية الدولية.

## مديرو المعهد
- أشرف العربي (2022 - حتى الآن).[1]
- علاء الدين زهران (2017 - 2022).[2]
- عبد الحميد القصاص (2013 - 2017).[3]
- عزة عمر الفندري (2012 - 2013).[4]
- فادية عبد السلام (2009 - 2012).[4][5]
- علا سليمان خليل (2006 - 2009).[4]
- عبد القادر محمد دياب (2005 - 2006).[4]
- محمود عبد الحي (2002 - 2005).[4][6]
- عثمان محمد عثمان (2000 - 2001).[4]
- محمد عبد الفتاح منجي (1982 - 1983).[4]
- كمال الجنزوري (1977 - 1982).[4][7]
- أحمد محمود المرشدي (1968 - 1969).[4]
- محمد محمود الإمام (1966 - 1968).[4]
- سيد جاب الله (1964 - 1966).[4]
- أحمد محمود الشافعي (1963 - 1964).[4]
- إبراهيم حلمي عبد الرحمن (1960 - 1963).[4][8]